# Якумакис, Йоргос
Йоргос Якумакис (греч. Γιώργος Γιακουμάκης; род. 9 декабря 1994, Ираклион) — греческий футболист, нападающий клуба «Крус Асуль» и сборной Греции.

## Клубная карьера
Якумакис — воспитанник клуба «Атсалениу». В 2011 году он дебютировал за основной состав.
Летом 2012 года Якумакис перешёл в «Платаньяс». 30 сентября в матче против «Ксанти» он дебютировал в греческой Суперлиге. В начале 2014 года игрок на правах аренды выступал за «Эпископи». По окончании аренды он вернулся в «Платаньяс». 26 апреля 2015 года в поединке против «Панетоликоса» Йоргос забил свой первый гол за клуб.
В 2017 году Якумакис перешёл в столичный АЕК. 19 ноября в матче против «Панатинаикоса» он дебютировал за новую команду. 4 февраля 2018 года в поединке против «Олимпиакоса» Йоргос забил свой первый гол за АЕК. В том же году он стал чемпионом страны.
В начале 2019 года Якумакис был арендован ОФИ. 31 января в матче против столичного «Атромитоса» он дебютировал за новый клуб. В поединке против «Левадиакоса» Йоргос забил свой первый гол за ОФИ.
В начале 2020 года Якумакис на правах аренды перешёл в польский «Гурник». 6 марта в матче против «Краковии» он дебютировал в польской Экстраклассе. 30 мая в поединке против ЛКС Йоргос забил свой первый гол за «Гурник».
Летом того же года Якумакис перешёл в нидерландский «ВВВ-Венло», подписав контракт на два года. Сумма трансфера составила 600 тыс. евро. 13 сентября в матче против «Эммена» он дебютировал в Эредивизи. В этом же поединке Йоргос сделал хет-трик, забив свои первый голы за «ВВВ-Венло». По ходу сезона он дважды отметился «покерами» в ворота «АДО Ден Хааг» и «Витесса». По итогам сезона Йоргос с 26 голами в 30 матчах стал лучшим бомбардиром чемпионата.
Летом 2021 года Якумакис перешёл в шотландский «Селтик», подписав контракт на 5 лет. Сумма трансфера составила 2,5 млн евро. 16 октября в матче против «Мотеруэлла» он дебютировал в шотландском Премьершипе. 23 октября в поединке против «Сент-Джонстона» Йоргос забил свой первый гол за «Селтик». В матчах против «Данди» и «Росс Каунти» он сделал по хет-трику. По итогам сезона Йоргос стал лучшим бомбардиром турнира, а также выиграл чемпионат и завоевал Кубка шотландской лиги. 25 октября 2022 года в матче Лиги чемпионов против донецкого «Шахтёра» он забил гол.
8 февраля 2023 года Якумакис перешёл в клуб MLS «Атланта Юнайтед», подписав контракт по правилу назначенного игрока до конца сезона 2026. Американский клуб предложил «Селтику» за нападающего 5,2 млн долларов, перебив предложение от японской «Уравы Ред Даймондс». Пропустив стартовый тур сезона из-за проблем с визой, за «Атланту Юнайтед» он дебютировал 4 марта в матче против «Торонто», выйдя на замену на 59-й минуте вместо Мигеля Берри. 18 марта в матче против «Портленд Тимберс» он забил свой первый гол за «Атланту Юнайтед». Якумакис был отобран на Матч всех звёзд MLS 2023, в котором сборная звёзд MLS принимала английский «Арсенал». 20 августа в матче против «Сиэтл Саундерс» он сделал дубль, за что был назван игроком недели в MLS. По итогам сезона 2023, в котором забил 17 голов и отдал три голевые передачи в 27 матчах, став третьим в гонке бомбардиров чемпионата, Якумакис был назван новоприбывшим игроком года в MLS и был включён в символическую сборную MLS.
Летом 2024 года перешёл в мексиканский «Крус Асуль».

## Международная карьера
11 ноября 2020 года в товарищеском матче года против сборной Кипра Якумакис дебютировал за сборную Греции. В этом же поединке он забил свой первый гол за национальную команду.

### Голы за сборную Греции
| №   | Дата            | Место                           | Противник         | Результат | Счёт | Соревнование                        |
| --- | --------------- | ------------------------------- | ----------------- | --------- | ---- | ----------------------------------- |
| 01. | 11 ноября 2020  | Георгиос Камарас, Афины, Греция | Кипр              | 2:0       | 2:1  | Товарищеский матч                   |
| 02. | 12 июня 2022    | Пантессалико, Волос, Греция     | Республика Косово | 1:0       | 2:0  | Лига наций УЕФА 2022/2023           |
| 03. | 13 октября 2023 | Авива, Дублин, Ирландия         | Ирландия          | 1:0       | 2:0  | Квалификация чемпионата Европы 2024 |
| 04. | 17 ноября 2023  | Георгиос Камарас, Афины, Греция | Новая Зеландия    | 2:0       | 2:0  | Товарищеский матч                   |

## Достижения
Командные
 АЕК Афины
- Победитель греческой Суперлиги: 2017/2018

 «Селтик»
- Победитель шотландского Премьершипа: 2021/2022
- Обладатель Кубка шотландской лиги: 2021/2022

Индивидуальные
- Лучший бомбардир Эредивизи: 2020/2021 (26 голов)
- Лучший бомбардир шотландского Премьершипа: 2021/2022 (13 голов)
- Игрок месяца в Эредивизи: январь 2021
- Игрок месяца в шотландском Премьершипе: март 2022[36]
- Участник Матча всех звёзд MLS: 2023
- Новоприбывший игрок года в MLS: 2023
- Член символической сборной MLS: 2023